# Железничка бригада НОВЈ
Железничка бригада НОВЈ формирана је по наређењу Врховног штаба НОВ Југославије 5. децембра 1944. године од једног батаљона Прве инжењеријске бригаде и људства главне железничке радионице и ложионице у Нишу као и саобраћајно-техничког персонала.
Њен главни задатак био је успостављање, одржавање и експлоатација пруге Београд−Ниш, и оправка и одржавање возног парка. Бригада је имала 3 батаљона (саобраћајни, машински и грађевински). У времену од јануара до маја 1945. оправљала је железничку пругу Чачак-Сарајево; поправљен је или изграђен 31 већи и мањи мост, 2 тунела и 120 метара дугачак насип; за саобраћај је поновно оспособљено 2 локомотиве и 250 вагона и постављене су ТТ-линије и блок-сигнали од Чачка до Сарајева. После ослобођења земље, бригада је од 13. маја до 13. јуна 1945. оправила железничку пругу Београд-Загреб.
Почетком јула 1945. од људства Прве железничке бригаде формирана је и Друга железничка бригада. Обе бригаде учествовале су у грађењу железничког моста на Сави између Славонског и Босанског Брода, затим моста на ушћу Лима у Дрину и, заједно с инжињеријским јединицама Црвене армије, на изградњи панчевачког моста (октобар 1945-март 1946) на Дунаву код Београда.
Крајем 1946. у Београду су расформиране Прва и Друга железничка бригада, односно њихове јединице преформиране су у инжињеријске јединице Југословенске народне армије.